# Sione Laumanu'uli Luani
Lord Luani (18 de junio de 1959 - 12 de mayo de 2010), nacido como Sione Laumanuʻuli Luani, fue un noble tongano.

## Educación
Luani asistió al Newington College (1972–1977) en Australia y jugó en el primer equipo de la XV Rugby Union en sus últimos dos años de colegio.  Fue seleccionado para el NSW schoolboy rugby union team que ganó el Título Nacional de 1977 en el TG Millner Field. En 1978 asistió a Ohlone College, en Fremont, California. Luani recibió una licenciatura en Ciencias Políticas por la Universidad de California, Berkeley, después de estudiar allí desde 1979 hasta 1982.  En 1999 recibió el Diploma en Administración del Sector Público de la Universidad de Massey en Nueva Zelanda . 

## Carrera de servicio público
En 1985, Luani se unió a la Oficina del Primer Ministro y se desempeñó como Oficial Ejecutivo Superior y Oficial de Capacitación Principal.  Como Oficial superior de turismo, se unió a la Oficina de Visitantes de Tonga en 1990, convirtiéndose en Director Adjunto de Turismo en 1997.  Se unió a la Comisión de Radiodifusión de Tonga en 2000 y llegó a la oficina del director general Adjunto.

## Parlamento
En 2006, Luani fue elegido como el representante noble No.2 de Vava'u para la Asamblea Legislativa de Tonga.  Fue miembro del Comité Permanente de Finanzas desde 2006, y desde 2007 fue Presidente del Comité Parlamentario Especial Especial sobre Reforma Política.  Fue reelegido al parlamento en 2008. 

## Gobernador
Luani fue nombrado para el título Noble de Luani en 1987 y como Gobernador de Vavaʻu en julio de 2009.  Murió en el cargo el 12 de mayo de 2010, en la residencia del gobernador, Niuē, en Neiafu, Vavaʻu. 